# آنیس اسپاک
آنیس اسپاک (فرانسوی: Agnès Spaak‎؛ زادهٔ ۲۹ آوریل ۱۹۴۴) بازیگر و عکاس اهل فرانسه است.
از فیلم‌ها یا برنامه‌های تلویزیونی که وی در آنها نقش داشته‌است می‌توان به راهزنان و راز دکتر اورلوف اشاره کرد.